# Braunsapis leptozonia
Braunsapis leptozonia là một loài Hymenoptera trong họ Apidae. Loài này được Vachal mô tả khoa học năm 1909.